# Фабрика собак
«Фабрика собак» — немой короткометражный комедийный фильм Эдвина Портера. Премьера состоялась в США в 1904 году.

## Сюжет
Фильм рассказывает о машине, которая делает и убивает собак, превращая их в сосиску.

## Художественные особенности
Машина была сделана из коробок.